# Jacques-Yves Henckes
Pour les articles homonymes, voir Hencke et Henkes.
Jacques-Yves Henckes, né le 12 octobre 1945 à Luxembourg (Luxembourg), est un avocat et homme politique luxembourgeois, ancien membre du Parti réformiste d'alternative démocratique (ADR).

## Biographie
Né le 12 octobre 1945, Jacques-Yves Henckes est membre du conseil communal de la ville de Luxembourg de 1975 à 1993. En raison de la démission de l'homme politique Claude Pescatore (lb) en janvier 1984, il fait son entrée au sein de la Chambre des députés où il représente le Parti démocratique (DP) dans la circonscription du Centre. En revanche, quelques mois plus tard, il ne parvient pas à conserver son mandat lors des élections législatives de juin. C'est la démission de Lydie Polfer en octobre 1985 qui lui permet de siéger à nouveau au parlement dans la même circonscription.
Jacques-Yves Henckes quitte le DP et co-fonde le Comité d'action pour les retraites au 5/6e pour tous (ADR). En 1993, il est élu au conseil communal de la capitale sur la liste de l'ADR. Depuis les législatives de juin 1994, il est député à la Chambre de façon continue jusqu'en octobre 2013. À la fin de l'année 2012, à cause d'un différend sur la ligne politique prônée par le nouveau président de l'ADR, Fernand Kartheiser, Jacques-Yves Henckes annonce son départ du parti,. Pour autant, il ne renonce pas à son mandat parlementaire et siège en tant que député indépendant jusqu'aux législatives anticipées d'octobre 2013. Par la suite, il ne se présente plus aux élections. 
En mars 2011, Jacques-Yves Henckes est condamné par le tribunal de Luxembourg pour homicide involontaire à une peine de trois mois avec sursis, à une interdiction de conduire d'un an avec sursis et à une amende. Cet incident de circulation mortel dans lequel il est en tort cause la mort de l'une de ses tantes,.

## Décorations
- Grand officier de l'ordre de Mérite du grand-duché de Luxembourg[6] (Luxembourg, 2014)
- Commandeur de l'ordre de la Couronne de chêne[7] (Luxembourg, 2010)